# Paradoxe de Braess
En mathématiques, et plus précisément en théorie des jeux, le paradoxe de Braess énonce que l'ajout d'une nouvelle route dans un réseau routier peut réduire la performance globale, lorsque les entités se déplaçant choisissent leur route individuellement. Cela provient du fait que l'équilibre de Nash d'un tel système n'est pas nécessairement optimal. Ce paradoxe a été mis en évidence en 1968 par le mathématicien Dietrich Braess.

## Énoncé
Le paradoxe s'énonce ainsi :

Étant donné le nombre de véhicules partant de chaque point d'un réseau routier et leur destination, on cherche à estimer la distribution du flot de circulation. Le fait qu'une voie soit préférable à une autre dépend non seulement de la qualité de la voie, mais également de la densité du flux. Si chaque conducteur emprunte le chemin qui lui paraît le plus favorable, les temps de trajet résultant ne sont pas nécessairement les plus faibles. De plus (cela est montré par un exemple), une extension du réseau routier peut entraîner une redistribution du réseau qui résulte en des temps de trajet plus longs.
La raison en est que, dans une situation d'équilibre de Nash, les conducteurs n'ont aucun intérêt à changer de route. Si le système n'est pas dans un équilibre de Nash, les conducteurs doivent pouvoir individuellement améliorer leur temps de trajet respectif en empruntant d'autres routes. Dans le cas du paradoxe de Braess, les conducteurs vont continuer à basculer jusqu'à atteindre un équilibre de Nash, en dépit d'une réduction de la performance globale. On peut rapprocher cette non-optimalité de l'équilibre de Nash au fameux dilemme du prisonnier : l'ajout d'une arête au réseau crée un nouveau jeu qui est un dilemme du prisonnier.
Si les fonctions de latence sont linéaires, l'ajout d'une voie ne peut allonger le temps de trajet total à l'équilibre que d'un facteur 4/3 au maximum.

## Exemple

Exemple de réseau routier. Il y a paradoxe de Braess si l'on ajoute la voie A-B.

Considérons le réseau décrit dans le diagramme ci-contre, sur lequel 4 000 conducteurs souhaitent passer du point Start au point End. Sur la voie Start-A et la voie B-End, le temps de trajet  est égal au nombre de voyageurs (T) divisé par 100, et sur la voie Start-B et la voie A-End, il est constant à 45 minutes. Si la voie en pointillé n'existe pas (le réseau possède alors 4 voies), le temps pour effectuer Start-A-End avec {\displaystyle a} véhicules devrait être {\displaystyle {\tfrac {a}{100}}+45}. Et le temps pour effectuer Start-B-End avec {\displaystyle b} véhicules devrait être {\displaystyle {\tfrac {b}{100}}+45}. Si l'une des routes était plus courte, ce ne serait pas un équilibre de Nash : un conducteur rationnel opterait pour la route la plus courte. Comme il y a 4 000 conducteurs, le fait que {\displaystyle a+b=4000} peut être utilisé pour en déduire que {\displaystyle a=b=2000} quand le système est à l'équilibre. Par conséquent, chaque trajet dure {\displaystyle {\tfrac {2000}{100}}+45=65} minutes.
Maintenant, ajoutons l'axe représenté par la ligne en pointillé, avec un temps de parcours tellement court qu'il en est négligeable, c'est-à-dire qu'il compte 0. Dans cette situation, tous les conducteurs vont choisir Start-A plutôt que Start-B, car Start-A prendra seulement {\displaystyle {\tfrac {T}{100}}={\tfrac {4000}{100}}=40} minutes au pire, alors que Start-B prendra à coup sûr 45 minutes. Une fois au point A, tout conducteur rationnel choisira la route « gratuite » vers B, et de là continuera vers End, car là encore, A-End prendra à coup sûr 45 minutes alors que A-B-End prendra au plus {\displaystyle 0+{\tfrac {4000}{100}}=40} minutes. Le temps de trajet de chaque conducteur est donc de {\displaystyle {\tfrac {4000}{100}}+{\tfrac {4000}{100}}=80} minutes, un temps supérieur aux 65 minutes requises si la ligne rapide A-B n'existait pas. Aucun conducteur n'a intérêt à changer, car les deux routes initiales (Start-A-End et Start-B-End) prennent maintenant toutes les deux 85 minutes. Si tous les conducteurs se mettaient d'accord pour ne pas utiliser la liaison A-B, chacun en bénéficierait, par une réduction de son trajet de 15 minutes. Toutefois, parce qu'un conducteur individuel aura toujours intérêt à prendre la voie A-B, la distribution socialement optimale n'est pas stable, et le paradoxe de Braess se produit.

## Existence d'un équilibre
Soit {\displaystyle L_{e}(x)} le temps de parcours de la voie e par un véhicule lorsqu'il y a x véhicules sur cette voie.
Prenons un graphe avec {\displaystyle x_{e}} conducteurs sur la voie e. Définissons l'énergie de {\displaystyle e}, {\displaystyle E(e)}, par :
{\displaystyle E(e)=\sum _{i=1}^{x_{e}}L_{e}(i)=L_{e}(1)+L_{e}(2)+\dots +L_{e}(x_{e})}
(Si {\displaystyle x_{e}=0}, on pose {\displaystyle E(e)=0}). Appelons « énergie totale du graphe » la somme E des énergies de toutes les arêtes du graphe.
Si la distribution dans le graphe n'est pas à l'équilibre, il doit y avoir au moins un conducteur qui peut changer d'itinéraire pour améliorer son temps de trajet. Notons {\displaystyle e_{0},e_{1},\dots ,e_{n}} sa route initiale et {\displaystyle e'_{0},e'_{1},\dots ,e'_{m}} son nouvel itinéraire. Considérons ce qui se passe lorsque l'itinéraire {\displaystyle e_{0},e_{1},\dots ,e_{n}} est supprimé. L'énergie de chaque arête {\displaystyle e_{i}} est réduite de {\displaystyle L_{e_{i}}(x_{e_{i}})} et donc {\displaystyle E} est réduite de {\displaystyle \sum _{i=0}^{n}L_{e_{i}}(x_{e_{i}})}. On notera qu'il s'agit simplement du temps de trajet total nécessaire sur l'ancienne route. En ajoutant le nouvel itinéraire, {\displaystyle e'_{0},e'_{1},\dots ,e'_{m}}, {\displaystyle E} va croître du temps de trajet total du nouvel itinéraire. Puisque le nouvel itinéraire est plus court que l'ancien, {\displaystyle E} doit décroître. Si nous répétons ce processus, {\displaystyle E} va continuer à décroître, jusqu'à l'obtention d'un équilibre, puisque {\displaystyle E} ne peut prendre qu'un nombre fini de valeurs.

## Recherche de l'équilibre
La preuve ci-dessus engendre une procédure connue sous le nom de « meilleure réponse », qui aboutit à un équilibre pour un graphe de trafic linéaire et se termine au bout d'un nombre fini d'étapes. L'algorithme est appelé "meilleure réponse" car à chaque étape de l'algorithme, si le graphe n'est pas à l'équilibre, alors
il existe au moins un conducteur qui a une meilleure réponse à la stratégie de tous les autres conducteurs, et choisit donc cette réponse.
Pseudo-code pour la meilleure réponse dynamique :
```
 Soit 
P
 un graphe de trafic.
 
tant que
 
P
 n'est pas à l'équilibre :
   calculer l'énergie potentielle 
e
 de 
P

   
pour chaque
 conducteur 
c
 de 
P
:
     
pour chaque
 chemin alternatif 
p
 possible pour 
c
:
        calculer l'énergie potentielle 
n
 du graphe lorsque 
c
 utilise 
p

        
si
 
n
 < 
e
:
          modifier 
P
 de telle sorte que 
c
 utilise 
p

          continuer la boucle 
tant que
```

À chaque étape, si un conducteur particulier peut faire mieux en choisissant un autre itinéraire (une "meilleure réponse"), le faire décroît strictement l'énergie du graphe. Si aucun conducteur n'a de meilleure réponse, le graphe est à l'équilibre. Puisque l'énergie du graphe décroît strictement à chaque étape, l'algorithme de la meilleure réponse dynamique stoppe forcément.

## Écart entre l'équilibre et le trafic optimal
Si les fonctions de temps de trajet sont affines, c.-à-d. s'il existe {\displaystyle a_{e},b_{e}\geq 0} tels que {\displaystyle L_{e}(x)=a_{e}x+b_{e}} alors, au pire, le trafic à l'équilibre est deux fois pire que l'optimal social

## Rareté du paradoxe de Braess?
En 1983, Steinberg et Zangwill ont donné, sous des hypothèses raisonnables, des conditions nécessaires et suffisantes pour que le paradoxe de Braess intervienne dans un réseau routier lorsqu'un nouvel itinéraire est ajouté. Leur résultat s'applique à l'addition de n'importe quel nouvel itinéraire, pas seulement lorsqu'une seule liaison est ajoutée. Comme corollaire, ils sont parvenus à la conclusion que le paradoxe de Braess a à peu près autant de chances de se produire que de ne pas se produire ; leurs résultats s'appliquent sur des situations aléatoires, plutôt que sur des réseaux et des additions planifiés.[réf. nécessaire]

- À Séoul (Corée du Sud), une amélioration du trafic autour de la ville a été observée lorsqu'une voie rapide a été supprimée lors du projet de restauration de  Cheonggyecheon[3].
- À Stuttgart (Allemagne), après des investissements sur le réseau routier en 1969, la situation ne s'est pas améliorée jusqu'à ce qu'une section de route nouvellement construite soit à nouveau fermée au trafic[4].
- En 1990, la fermeture de la 42e rue à New York a réduit la congestion dans cette zone[5].
- En 2008, Youn, Gastner et Jeong ont pointé du doigt des itinéraires spécifiques à Boston, New York et Londres où cela pouvait effectivement être le cas, et désigné des routes qui pourraient être fermées pour réduire les temps de trajets[6].

- En 2011, à la suite de la fermeture de l'Interstate 405, l'absence d'un fort trafic dans une large zone est potentiellement considérée comme l'exemple le plus récent du paradoxe de Braess à l'œuvre.[réf. nécessaire]